# Monte Cigliano
Il monte Cigliano è un vulcano italiano quiescente situato a Pozzuoli, nel complesso dei Campi Flegrei, in Campania. Oggi il fondo del cratere è occupato dalle abitazioni.

## Geografia
Si trova tra gli Astroni ed il Monte Gauro. Inizialmente era conosciuto come fondo Capomazza, nome preso dal proprietario del terreno.
Tra Montagna Spaccata ed il Monte Cigliano si trova il Piano Campana. 
Scipione Breislak scrisse un testo riguardo al cratere. Giuseppe De Lorenzo informa invece come il Monte è più antico degli Astroni.
Il raggio del cratere è di circa 600 metri verso nord mentre di 1 chilometro verso sud.